# Decade
Decade es un triple álbum recopilatorio del músico canadiense Neil Young, publicado por la compañía discográfica Reprise Records en octubre de 1977 y posteriormente compilado como doble disco compacto. 
El triple álbum contiene treinta y cinco canciones de Neil Young grabadas entre 1966 y 1976, junto a cinco temas inéditos hasta la fecha. Decade alcanzó el puesto 43 en las listas de Billboard.

## Historia
Recopilado por el propio Neil Young, con anotaciones de su puño y letra, Decade representa la trayectoria musical del cantante hasta 1976, pasando por toda su discografía a excepción de Four Way Street y Time Fades Away. De las canciones previamente inéditas, “Down to the Wire” incluye al pianista Dr. John con Buffalo Springfield en un tema del archivado álbum Stampede; "Love Is A Rose" fue un éxito de Linda Ronstadt en 1975, "Winterlong" sería versionado por Pixies en el álbum tributo a Neil Young The Bridge, y "Campaigne" es otra canción crítica con la administración de Richard Nixon. El tema "Long May You Run" incluido en Decade es una mezcla diferente a la publicada en el álbum homónimo, con armonías vocales de Crosby y Nash antes de que ambos abandonaran las sesiones de grabación.
Inicialmente, Decade fue planeado para publicarse en 1976, aunque el propio Young paró su edición en el último minuto. El proyecto fue archivado hasta el siguiente año, cuando apareció con dos canciones finalmente eliminadas de la lista de canciones original: una versión en directo de "Don't Cry No Tears" grabada en Japón en 1976, y una versión en directo de "Pushed It Over the End" grabada en 1974. De forma similar, fueron eliminadas las referencias a ambas canciones y al álbum Time Fades Away.
Decade ha sido elogiado en muchos círculos como uno de los mejores ejemplos de una retrospectiva en la carrera de un músico, así como una plantilla para los box set que serían publicados desde 1980 en adelante. Sin embargo, en el artículo publicado por el crítico musical Dave Marsh en la revista Rolling Stone se hizo uso del álbum para acusar a Young de fabricar deliberadamente su propia mitología, argumentando que mientras sus éxitos podrían ser vistos para emplazarle en un nivel con otros artistas de su generación como Bob Dylan o The Beatles, las canciones de Decade no lo hacen. 
Durante muchos años, Decade fue el único álbum recopilatorio de la carrera musical de Neil Young. En 1993, se publicó una compilación denominada Lucky Thirteen, si bien sólo cubría la carrera del músico desde 1982 hasta 1988. No fue hasta 2004 cuando Reprise publicó Greatest Hits. Desde los años 80, el propio Young prometió a sus seguidores una nueva colección, generalmente referida como Decade II o Archives y ubicada dentro de un mínimo box set o de una serie de publicaciones de audio y video. Hasta la fecha, la primera publicación de material de archivo desde Decade y Lucky Thirteen tuvo lugar en 2006 con Live at the Fillmore East, una grabación de un concierto de 1970 junto a Crazy Horse. Finalmente, y tras ser en varias ocasiones aplazada su edición, Young publicó en 2009 The Archives Vol. 1 1963–1972, la primera recolección de sus archivos inéditos.

## Lista de canciones
Todas las canciones escritas y compuestas por Neil Young excepto donde se anota. 
| Cara A |                                                                                  |                                |          |  |
| N.º    | Título                                                                           | Intérprete(s)                  | Duración |  |
| 1.     | «Down to the Wire»                                                               | Buffalo Springfield y Dr. John | 2:25     |  |
| 2.     | «Burned»                                                                         | Buffalo Springfield            | 2:14     |  |
| 3.     | «Mr. Soul»                                                                       | Buffalo Springfield            | 2:41     |  |
| 4.     | «Broken Arrow»                                                                   | Buffalo Springfield            | 6:13     |  |
| 5.     | «Expecting to Fly»                                                               | Buffalo Springfield            | 3:44     |  |
| 6.     | «Sugar Mountain» (En directo, Canterbury House, Ann Arbor, Míchigan, 09/11/1968) | Neil Young                     | 5:43     |  |

| Cara B |                         |                          |          |  |
| N.º    | Título                  | Intérprete(s)            | Duración |  |
| 1.     | «I Am a Child»          | Buffalo Springfield      | 2:17     |  |
| 2.     | «The Loner»             | Neil Young               | 3:50     |  |
| 3.     | «The Old Laughing Lady» | Neil Young               | 5:35     |  |
| 4.     | «Cinnamon Girl»         | Neil Young & Crazy Horse | 2:59     |  |
| 5.     | «Down By the River»     | Neil Young & Crazy Horse | 8:58     |  |

| Cara C |                       |                              |          |  |
| N.º    | Título                | Intérprete(s)                | Duración |  |
| 1.     | «Cowgirl in the Sand» | Neil Young & Crazy Horse     | 10:01    |  |
| 2.     | «I Believe in You»    | Neil Young & Crazy Horse     | 3:27     |  |
| 3.     | «After the Gold Rush» | Neil Young & Crazy Horse     | 3:45     |  |
| 4.     | «Southern Man»        | Neil Young & Crazy Horse     | 5:31     |  |
| 5.     | «Helpless»            | Crosby, Stills, Nash & Young | 3:34     |  |

| Cara D |                      |                              |          |  |
| N.º    | Título               | Intérprete(s)                | Duración |  |
| 1.     | «Ohio»               | Crosby, Stills, Nash & Young | 2:56     |  |
| 2.     | «Soldier»            | Neil Young                   | 2:28     |  |
| 3.     | «Old Man»            | Neil Young                   | 3:21     |  |
| 4.     | «A Man Needs a Maid» | Neil Young                   | 3:58     |  |
| 5.     | «Harvest»            | Neil Young                   | 3:08     |  |
| 6.     | «Heart of Gold»      | Neil Young                   | 3:06     |  |
| 7.     | «Star of Bethlehem»  | Neil Young                   | 2:46     |  |

| Cara E |                                                                                 |                                      |          |  |
| N.º    | Título                                                                          | Intérprete(s)                        | Duración |  |
| 1.     | «The Needle and the Damage Done» (En directo, Royce Hall, Westwood, 30/01/1971) | Neil Young                           | 2:02     |  |
| 2.     | «Tonight's the Night, Part 1»                                                   | Neil Young & The Santa Monica Flyers | 4:41     |  |
| 3.     | «Tired Eyes»                                                                    | Neil Young & The Santa Monica Flyers | 4:33     |  |
| 4.     | «Walk On»                                                                       | Neil Young                           | 2:40     |  |
| 5.     | «For the Turnstiles»                                                            | Neil Young                           | 3:01     |  |
| 6.     | «Winterlong» (Inédita)                                                          | Neil Young                           | 3:05     |  |
| 7.     | «Deep Forbidden» (Inédita)                                                      | Neil Young                           | 3:39     |  |

| Cara F |                                      |                              |          |  |
| N.º    | Título                               | Intérprete(s)                | Duración |  |
| 1.     | «Like a Hurricane»                   | Neil Young & Crazy Horse     | 8:16     |  |
| 2.     | «Love is a Rose» (Inédita)           | Neil Young                   | 2:16     |  |
| 3.     | «Cortez the Killer»                  | Neil Young & Crazy Horse     | 7:29     |  |
| 4.     | «Campaigner»                         | The Stills-Young Band        | 3:30     |  |
| 5.     | «Long May You Run» (Versión inédita) | Crosby, Stills, Nash & Young | 3:48     |  |

## Posición en listas
| País           | Lista                    | Posición |
| -------------- | ------------------------ | -------- |
| Canadá         | Canadian Albums Chart    | 47       |
| Estados Unidos | Billboard 200            | 43       |
| Noruega        | VG-lista Albums Chart    | 28       |
| Nueva Zelanda  | New Zealand Albums Chart | 34       |
| Reino Unido    | UK Albums Chart          | 46       |

## Certificaciones
| Fecha               | País           | Organismo certificador | Certificación | Ventas certificadas |
| ------------------- | -------------- | ---------------------- | ------------- | ------------------- |
| 9 de agosto de 1979 | Estados Unidos | RIAA                   | Platino       | 1 00 000            |